# Доленя Вас-при-Чатежу
Доленя Вас-при-Чатежу (словен. Dolenja vas pri Čatežu) — поселення в общині Требнє, регіон Південно-Східна Словенія, Словенія.